# Jaguar S-Type
Jaguar S-Type — автомобіль бізнес-класу виробництва британської компанії Jaguar, концерну Ford. Виробництво тривало з 1999 по 2008 рік.

## Опис
Автомобіль збудований на платформі DEW98, на якій, крім Ягуара, базувався седан Lincoln LS. Довжина «ес-Тайпа» становила 4905 мм, колісна база - 2908 мм. Передня підвіска на подвійних поперечних важелях, задня багатоважільна. За доплату пропонувалися дворежимні адаптивні амортизатори CATS (Computer Active Technology Suspension).
Найперші версії S-Type були доступні в трьох комплектаціях: V6 SE, V6 Sport, і V8 SE. У 2002 році була представлена розкішна модель S-Type R зі всіляких додатковим обладнанням, але в 2005 році всі варіанти були зведені до одного - V8 Luxury.  У 2008 році оновлення передньої частини додало старіючому S-Type більш спортивний вигляд, хоча інша частина автомобіля все ще говорить: «розкіш в першу чергу». Широкий асортимент доступних легкосплавних коліс вигідно доповнює зовнішній вигляд.  
У різний час на S-Type встановлювали бензинові двигуни V6 2.5 л (204 к.с.), 3.0 л (238 к.с.), бітурбодизель 2.7 л (207 к.с.) та бензинові V8 4.0 л (286 к. с.) і 4.2 л (300 к. с.). На вершині гами перебувала «заряджена» версія S-Type R, що оснащувалася мотором V8 4.2 з приводним нагнітачем Eaton M112 (400 к. с. і 553 Нм). На S-Type ставили і п'ятиступеневу «механіку», і автоматичні коробки передач з чотирма, п'ятьма і шістьма передачами. «Автомат» ZF 6HP26 перекочував на XF.
В 2008 році йому на заміну прийшов Jaguar XF.

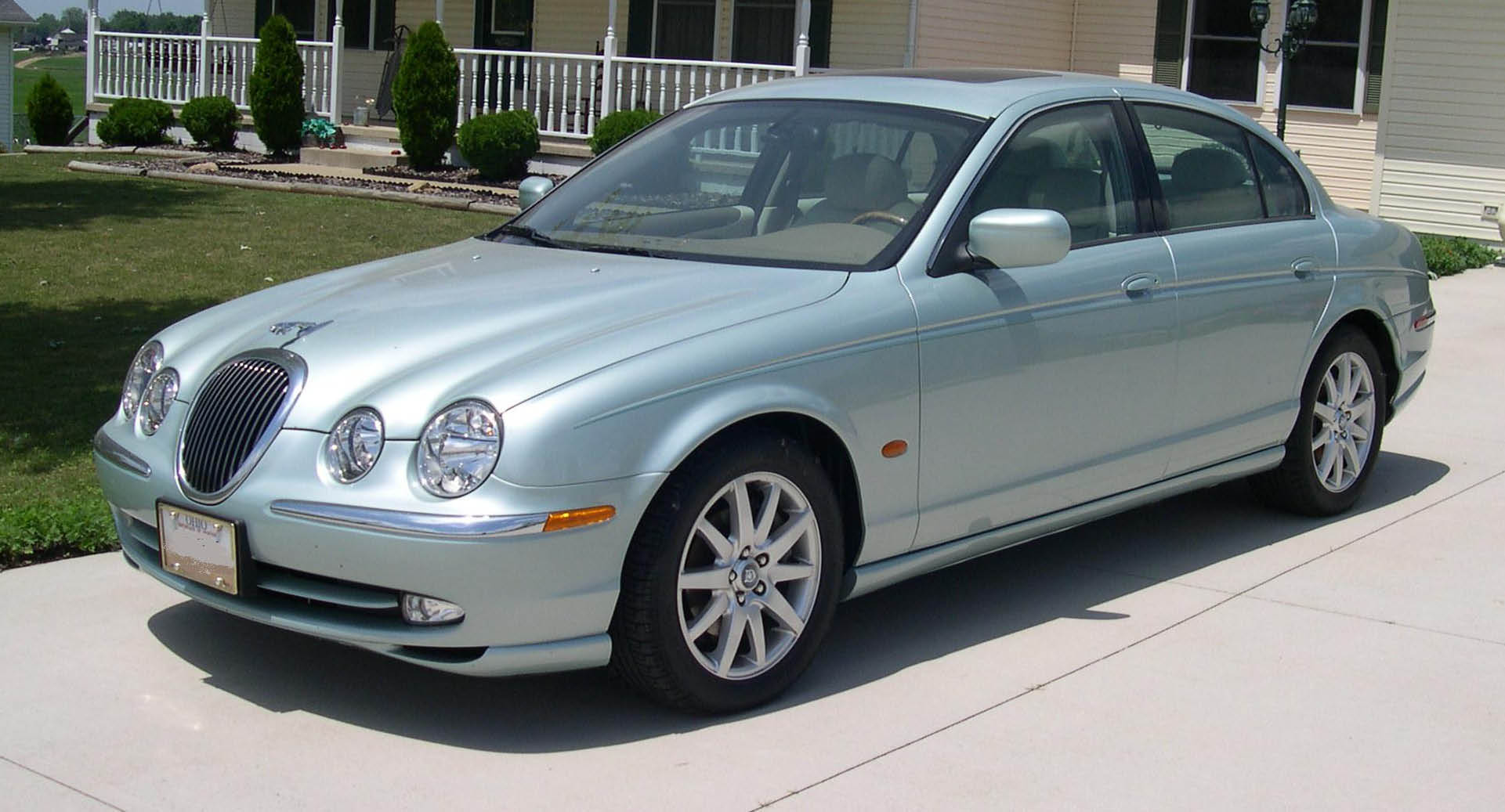
Jaguar S-Type (1999–2002)
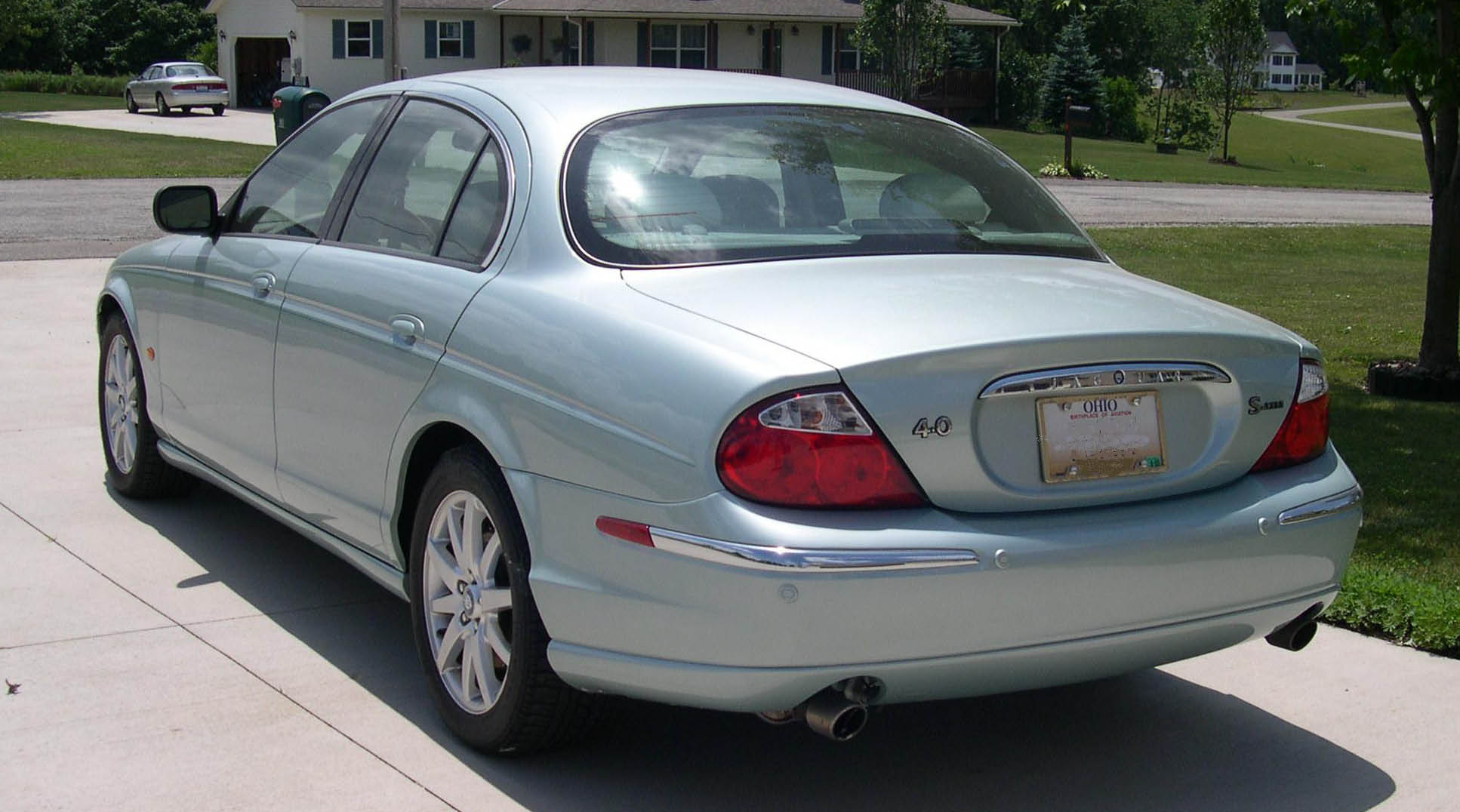
Jaguar S-Type (1999–2002)
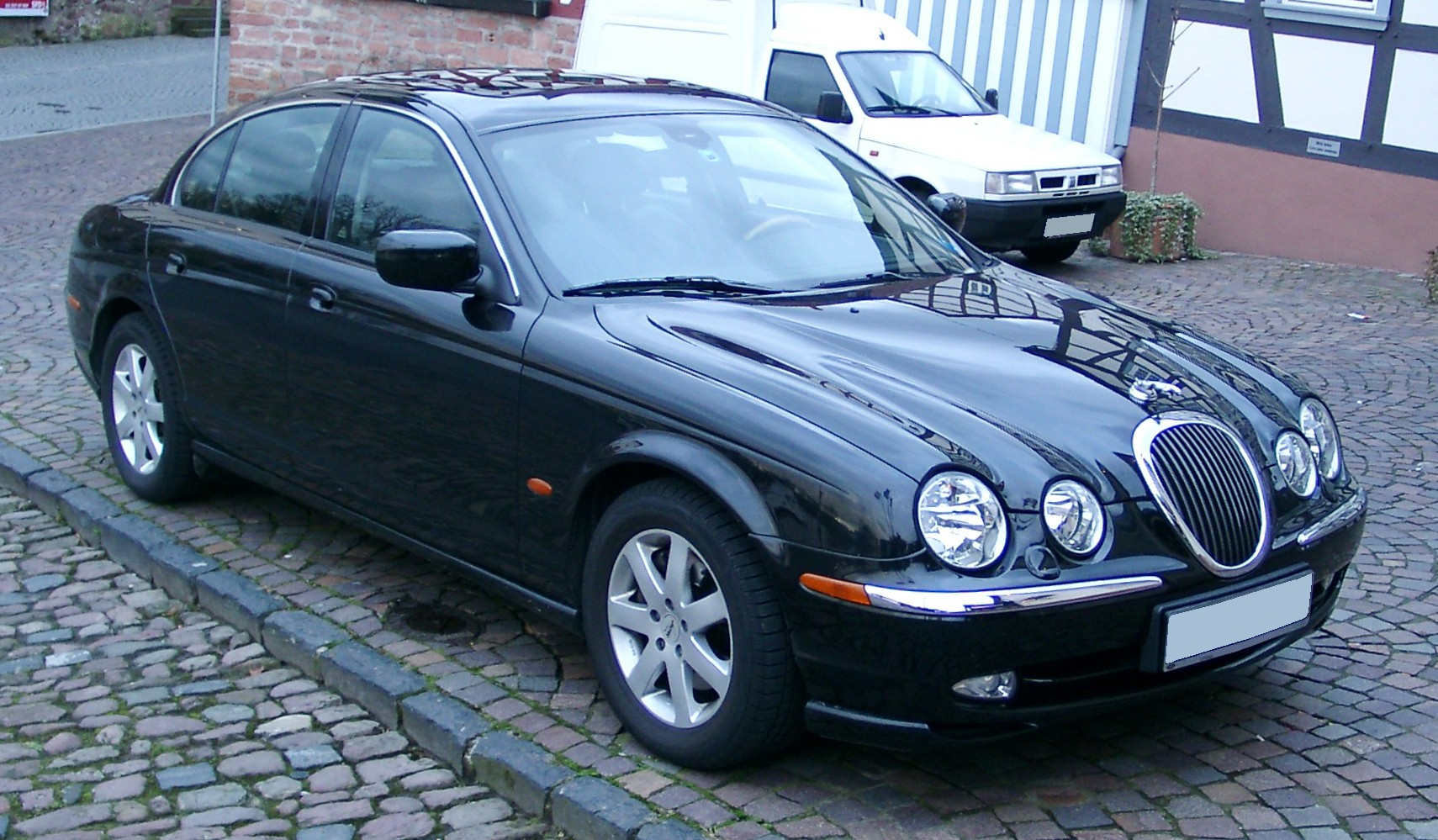
Jaguar S-Type (2002–2004)
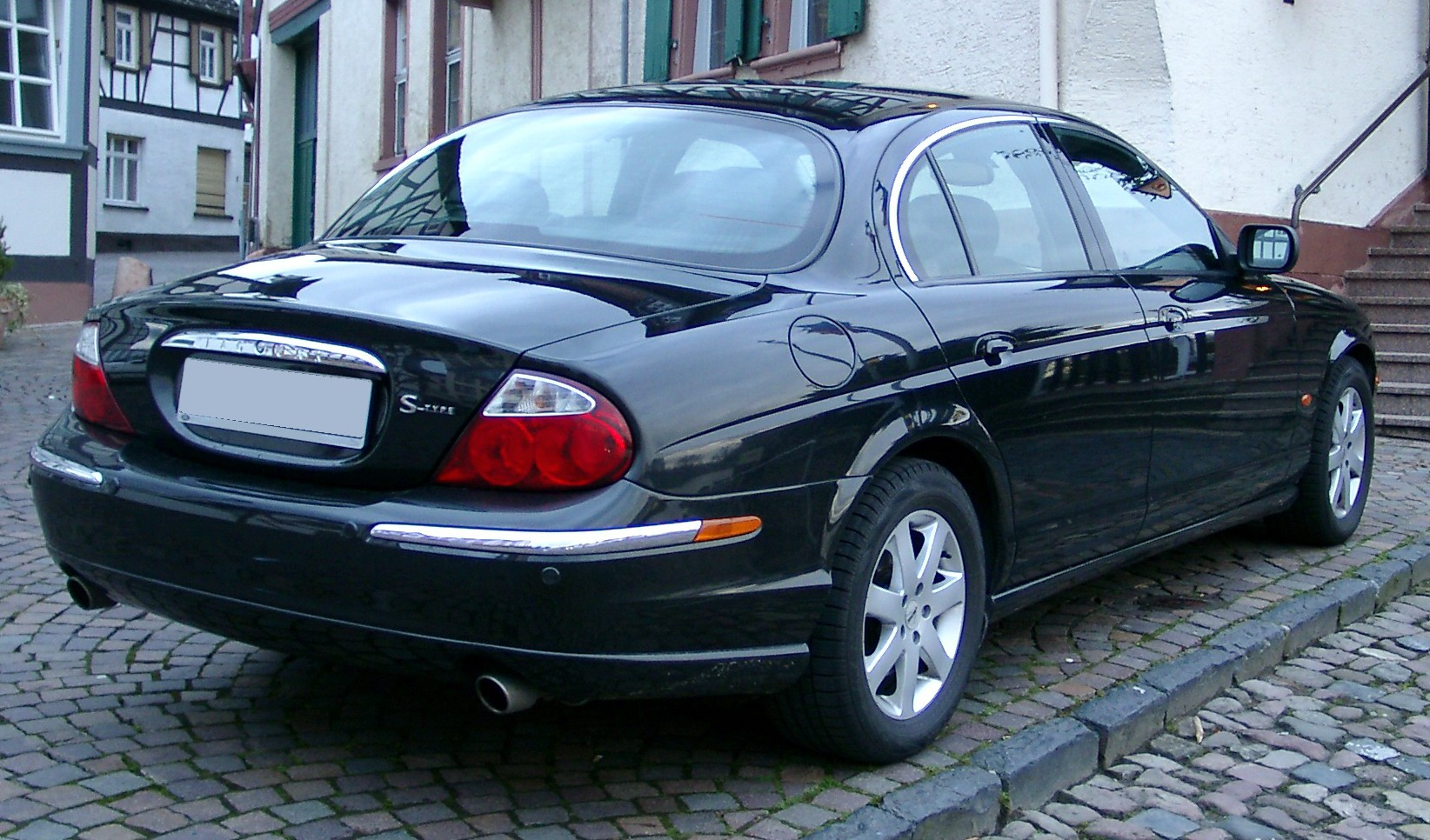
Jaguar S-Type (2002–2004)
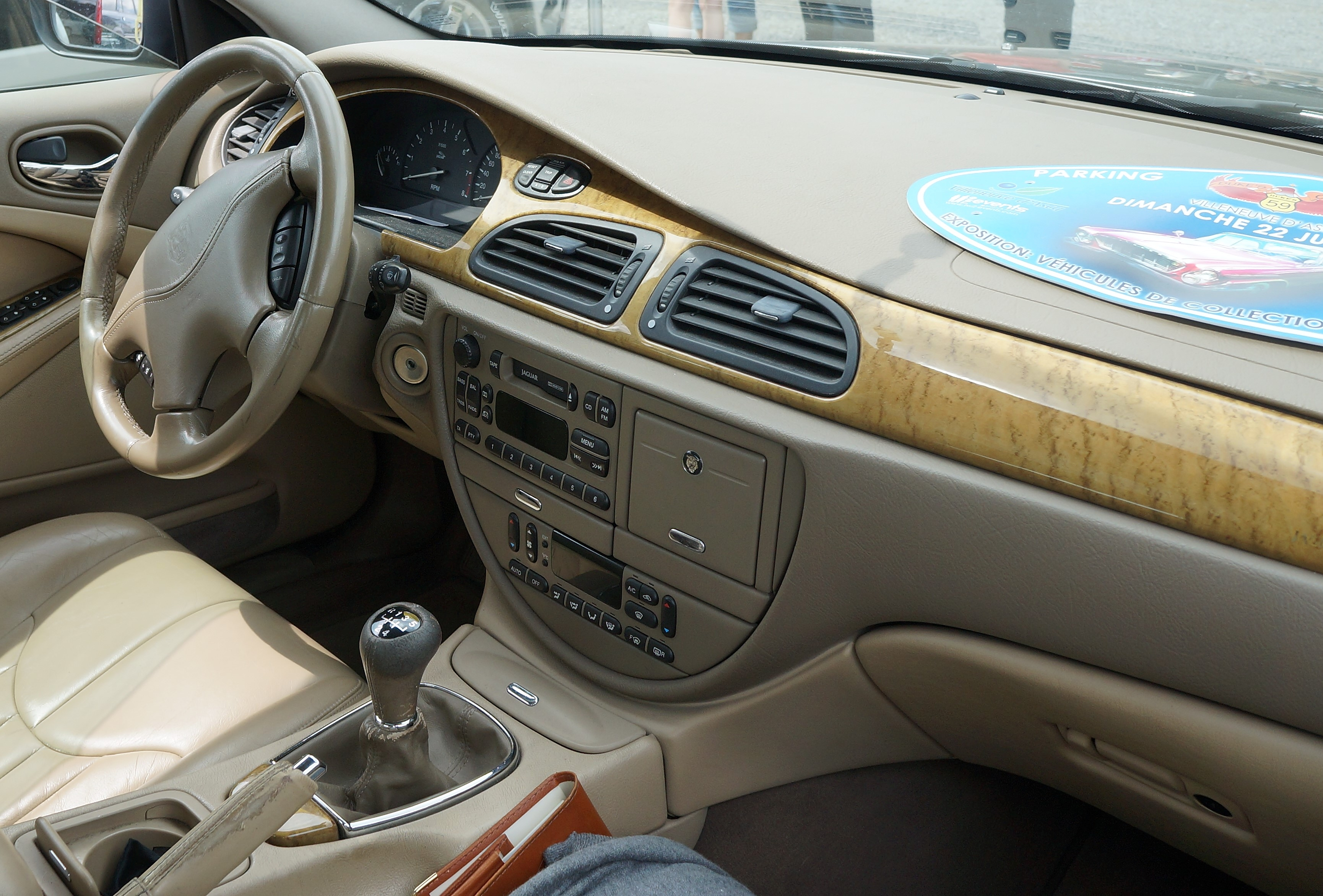
Салон Jaguar S-Type
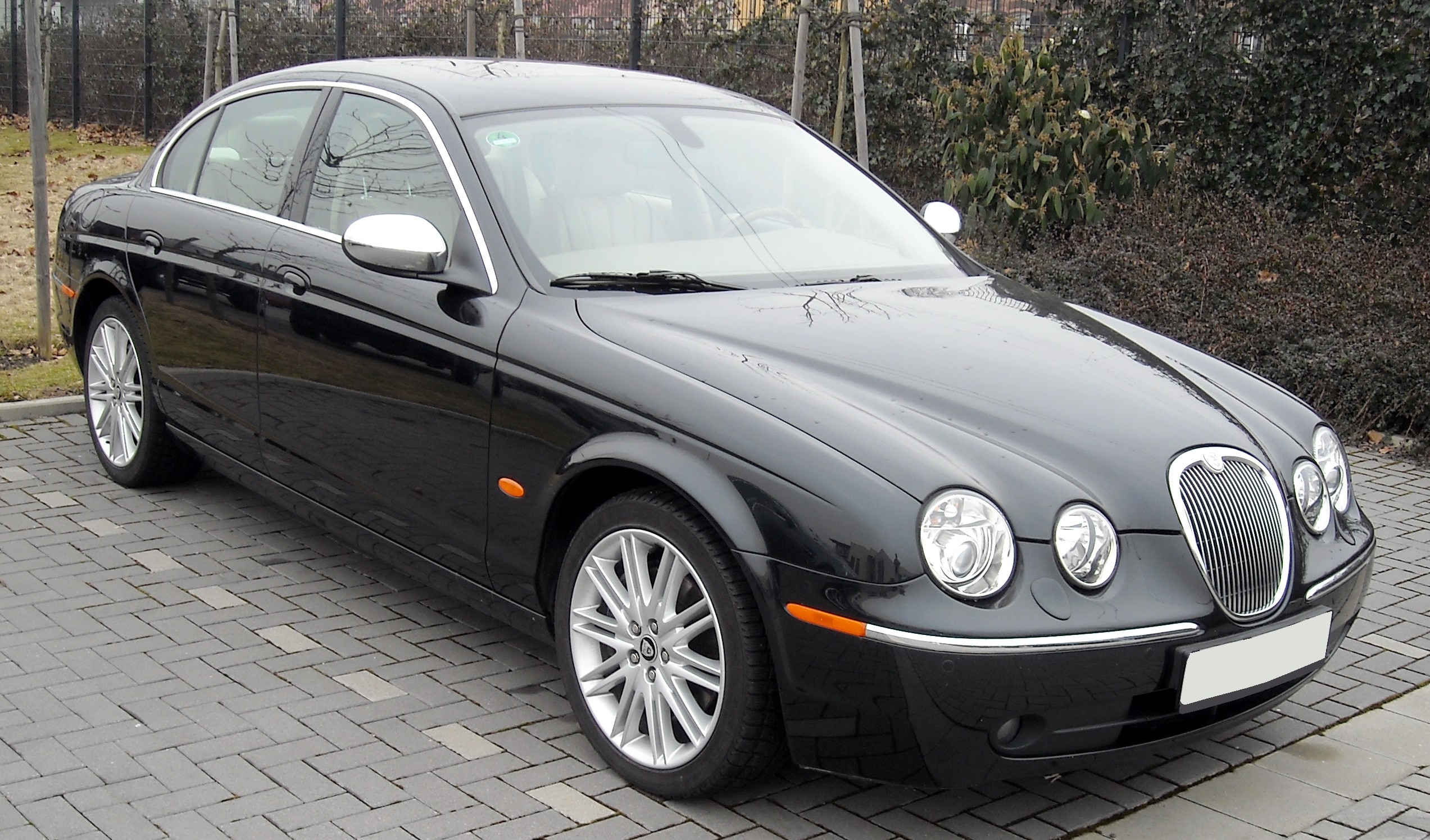
Jaguar S-Type (2004–2007)
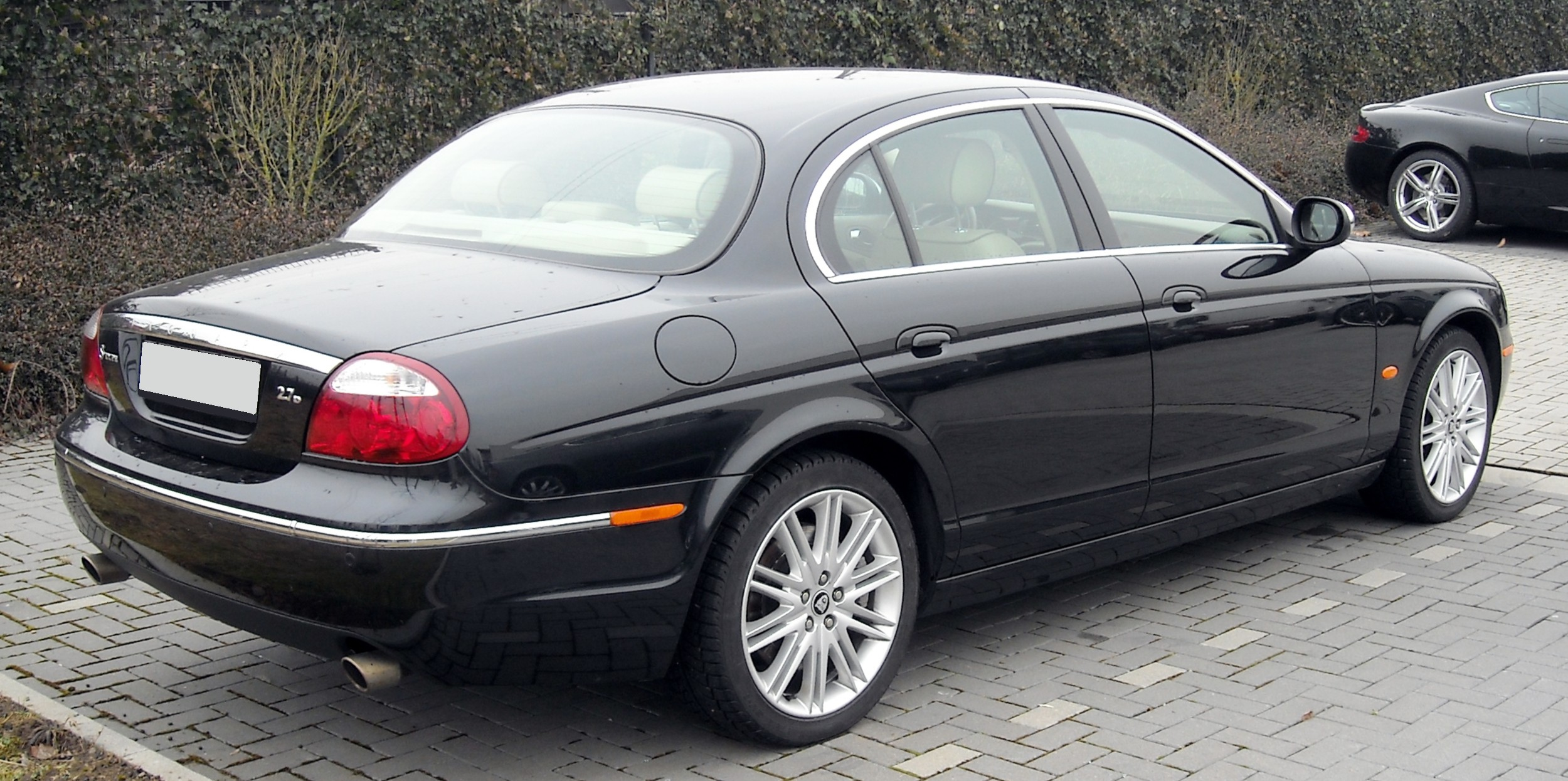
Jaguar S-Type (2004–2007)
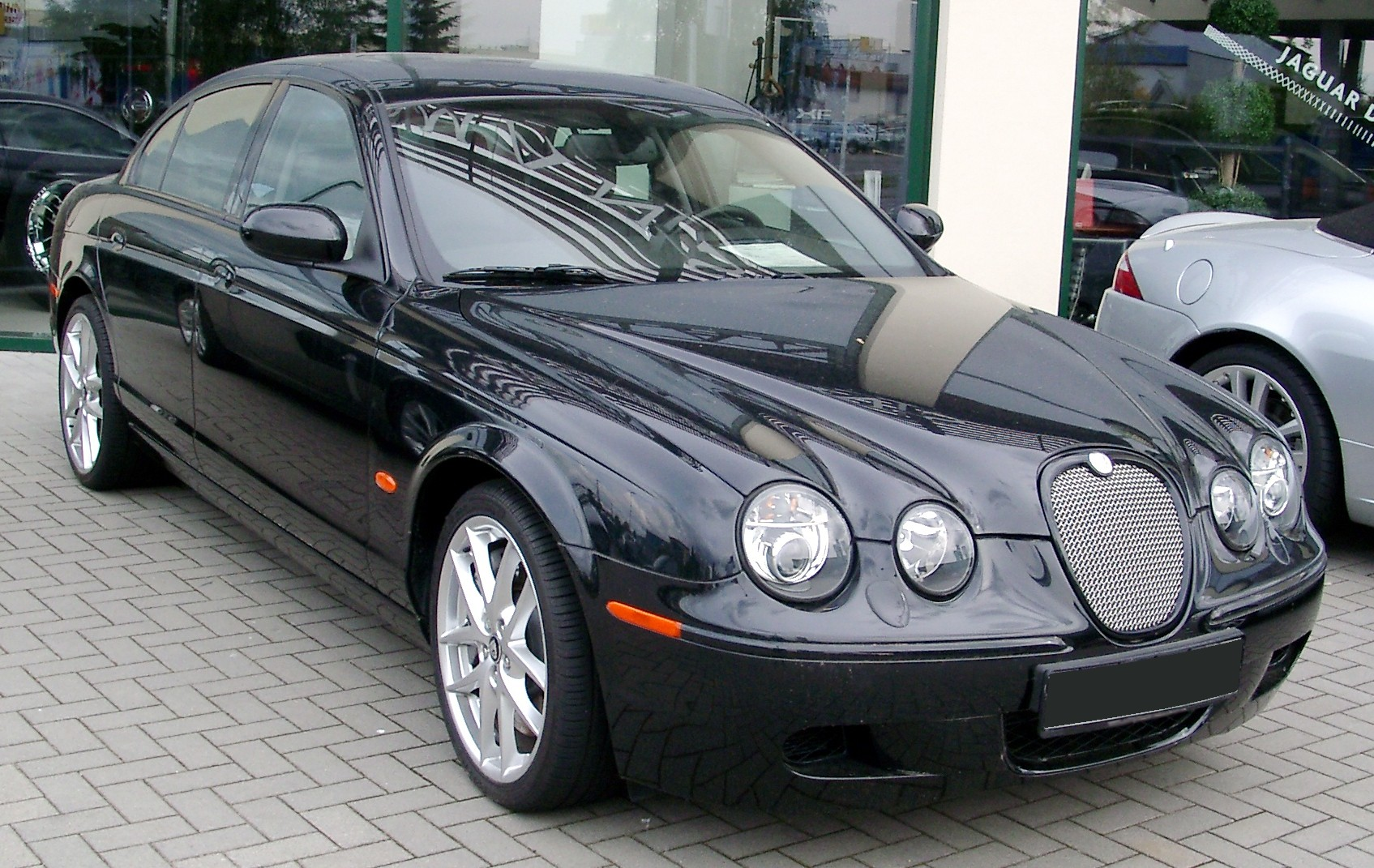
Jaguar S-Type R (2004–2007)

## Двигуни
Бензинові
- 2.5 V6 200 к.с. 245 Нм
- 3.0 V6 238 к.с. 293 Нм
- 4.0 V8 285 к.с. 389 Нм
- 4.2 V8 298 к.с. 411 Нм
- 4.2 S V8 396 к.с. 541 Нм

Дизельні
- 2.7 V6 207 к.с. 435 Нм